# Lista de personagens de Sonic the Hedgehog
A série de jogos Sonic the Hedgehog começou originalmente em 1991 com dois personagens principais: o protagonista, Sonic the Hedgehog, e o antagonista, Dr. Eggman, também conhecido como Dr. Robotnik. Mais de três décadas depois, entretanto, a Sega ampliou o número de personagens significativamente. Este anexo lista quaisquer personagens notáveis que apareceram em mais de um jogo, na ordem de sua introdução à série.

## Personagens

### Sonic the Hedgehog
Sonic, o Ouriço é o protagonista da série. Criado como um substituto para Alex Kidd, considerado o mascote da Sega, e também como a resposta da empresa para Mario, sua primeira aparição foi em Sonic the Hedgehog de Mega Drive. Ele tem 15 anos, e sua grande habilidade é a velocidade de sua corrida, o que faz com que ele seja conhecido como o ouriço mais rápido do mundo. O nome do personagem vem da palavra inglesa "Supersonic" ("Supersônico"), pois Yuji Naka, o criador de Sonic, queria um nome que sugerisse velocidade. Sempre tenta impedir o Dr. Robotnik (também conhecido como Dr. Eggman) de pegar as Esmeraldas do Caos e, como sempre, consegue. Há um gene no DNA dos mamíferos que foi designado Sonic hedgehog, em sua homenagem.

### Dr. Ivo "Eggman" Robotnik
Doutor Ivo Robotnik, mais conhecido como Doutor Eggman é um cientista maluco com um QI de 300. Ele sempre planeja dominar o mundo transformando em robôs tudo que vive e capturando todas as Esmeraldas do Caos, podendo assim criar a sua cidade utópica, Eggmanland. Geralmente Ivo Robotnik é o chefe do final das fases. Ele foi jogável em Sonic Adventure 2, Sonic Adventure 2: Battle, Sonic Advance 3 (na fase Non-Agression) e Sonic Riders.
Ele é um gênio autoproclamado, e pode ser considerado como um, pois tem um QI de 300. Sua predileção por mechas fez dele uma autoridade de renome em robótica. No entanto, o objetivo de Eggman é conquistar o mundo e criar sua utopia, Eggmanland (alternativamente conhecido como o Império Eggman e Robotnikland).
Os criadores do jogo queriam um personagem em formato oval e isso deu origem ao personagem. Como ele não poderia ser o protagonista, eles tornaram ele o vilão, que seria o oposto de Sonic. Ele foi criado também para representar a maquinaria e o desenvolvimento. Além disso, ele foi baseado na aparência do ex-presidente dos Estados Unidos, Theodore Roosevelt.

### Miles "Tails" Prower
Miles Prower, mais conhecido como Tails, é uma raposa de 8 anos que é o melhor amigo de Sonic. Yasushi Yamaguchi criou Tails a fim de vencer um concurso para eleger um companheiro para Sonic. O seu personagem, uma raposa com múltiplas caudas em alusão ao mitológico kitsune, venceu, mas a Sonic Team decidiu modificar o nome do personagem de "Miles Prower" para Tails. Yamaguchi decidiu então chamá-lo de Miles, sendo Tails um apelido e Prower o seu sobrenome.
Surgiu em Sonic the Hedgehog 2, para Master System e Game Gear, com a versão do jogo para Mega Drive sendo sua introdução como personagem jogável. A habilidade para voar de Tails foi apenas implantada em Sonic Chaos, e depois Sonic the Hedgehog 3. Seu nome é uma paranomásia com de "milhas por hora" ("miles per hour"). Ele é capaz de usar suas duas caudas para se impulsionar no ar como um helicóptero, por um tempo limitado. Criado como um personagem que possuía uma "grande admiração" por Sonic, ele apareceu pela primeira vez no segundo jogo da série.
Com o tempo, Tails se tornou um personagem popular e estrelou seu próprios jogos sem a aparição de Sonic. Seu primeiro jogo solo foi Tails' Skypatrol, seguido por Tails Adventure, ambo criados para "expandir o papel de Tails no mundo de Sonic". Frequentemente retratado como dócil e humilde, ele costumava ser maltratado por ter duas caudas, até encontrar Sonic. Ele é um gênio na mecânica tão talentoso quanto Dr. Eggman, reconhecido por Sonic após consertar seu biplano. Em 2006, ele ganhou uma nova rival, Wave The Swallow.

### Metal Sonic
Metal Sonic é um robô criado por Dr. Eggman que possui as mesmas habilidades de Sonic. Ele aparece pela primeira vez em Sonic the Hedgehog CD com a missão de ir ao passado e mudá-lo para que Eggman possa dominar o mundo no futuro, e Sonic corre com ele na Stardust Speedway para salvar Amy Rose. No entanto, Metal falha e é destruído. Ele retorna em Sonic the Hedgehog 4: Episode 2, após ser rejuvenescido por Eggman apenas para ser derrotado novamente em um estilo similar. Ele retorna em Knuckles' Chaotix, onde tenta obter Anéis caos, mas ele é interrompido pelo Chaotix. Ele era um lutador jogável em Sonic the Fighters, e principalmente o principal antagonista em Sonic Heroes. Em Sonic Generations, ele aparece em sua forma clássica como um chefe rival e ele é destruído quando Sonic Classic Collection chuta para o ar. Metal Sonic também apareceu como um personagem jogável na versão multiplayer de Sonic Adventure 2: Battle, assim como Mario & Sonic nos Jogos Olímpicos de Inverno e Mario & Sonic nos Jogos Olímpicos de Londres 2012. Adquirindo os dois episódios de Sonic the Hedgehog 4 desbloqueia níveis de bônus em que Metal Sonic é jogável. Também aparece em Sonic Boom: Rise of Lyric como chefe e em Sonic Rivals 2 com a missão de avisar Shadow dos planos de Eggman Nega, fazendo uma equipe com ele.
Ele possui um canhão laser construído em seu abdômen e um dispositivo de campo de força. Ele normalmente só se comunica com uma série de ruídos eletrônicos. A única vez que Metal Sonic era capaz de falar foi em Sonic Heroes, enquanto em sua forma de Neo.
O site GameDaily colocou o personagem na 13ª posição no seu "Top 25" de robôs em jogos eletrônicos descrevendo-o com a "melhor criação" de Dr. Eggman e elogiando suas habilidades.

### Amy Rose
Amy Rose é uma ouriça fêmea rosa de 12 anos com uma enorme paixão por Sonic. Sua primeira aparição na série foi em Sonic CD, onde foi raptada por Metal Sonic. Nesse jogo, ela tinha o apelido de "Rosy the Rascal".
Depois desse jogo, ela passou a ser conhecida como Amy. Uma adolescente alegre, otimista, proativa, bondosa, cuidadosa e altruísta, Amy é uma jovem ouriça bastante determinada que não deixa nada ficar em seu caminho. Ela e um personagem doce e amorosa, mas também as vezes pode ser temperamental, orgulhosa, agressiva, mandona e arrogante. E bastante extrovertida, simpática e inocente fazendo amizade com qualquer personagem e inclusive fazendo amizade com vilões para converte-los ao lado do bem.
Como Sonic, ela também às vezes se diverte lutando contra os vilões e bastante aventureira. Tem um grande senso de responsabilidade e dever com grandes habilidade para liderança. Por não ter a força ou a velocidade de outros personagens, ela usa seu martelo mágico extremamente forte chamado "Piko Piko Hammer", como arma e também aprendeu kickboxing e boxe como artes marciais. E pode utilizar as cartas de tarot para prever o futuro, prever o passado, rastrear pessoas, rastrear objetos e amaldiçoar os inimigos. Também já utilizou essas habilidades sem ajuda das cartas de tarot para proteger as pessoas e seus amigos.

### Knuckles the Echidna
Knuckles, o Equidna é o amigo e rival de Sonic. Ele tem 16 anos, e aparece pela primeira vez em Sonic the Hedgehog 3, e vive em Angel Island, uma ilha que paira no céu devido o poder da grande Esmeralda Mestre. Como o último membro sobrevivente do povo Equidna que habitou a ilha, seu dever é proteger a Esmeralda Mestre. Criado para ser um rival de Sonic, o design de Knuckles foi o resultado de diversas ideias baseados em diferentes animais. Perito em artes marciais e com um soco poderoso, ele é considerado um dos personagens mais fortes da série Sonic. Além de sua superforça ilimitada e supervelocidade limitada, o personagem também possui as habilidades de planar no ar, escavar e escalar. Ele é muito inocente e ingênuo, pois acredita na bondade de todos e ao mesmo tempo desconfia da maldade de todos. E muito cabeça dura e está sempre achando que tem razão, também possui um ego inflado. Normalmente ele é sério, durão e introvertido, mas quando está ao redor de seus amigos, consegue libertar seu bom humor e ser bastante amigável. Quando está em lutas, o equidna também fica com uma tremenda raiva. Seu segundo rival é a morcega Rouge the Bat.

### Fang the Hunter
Fang the Hunter, anteriormente conhecido como Nack the Weasel, e Fang the Sniper é um híbrido entre lobo e doninha que aparece pela primeira vez no jogo para Sega Game Gear Sonic the Hedgehog: Triple Trouble. Ele é um ladrão de joias e está em busca das Esmeraldas do Caos; no entanto ele não sabe o seu verdadeiro poder e apenas quer vendê-los para ganhar dinheiro. Ele é descrito como escorregadio, sorrateiro e travesso e por mais que se esforce para superar os outros, muitas vezes, falha devido a sua ingenuidade. Ele iria aparecer como chefe em Sonic X-treme, porém o jogo foi cancelado. Ele é o líder de Bean e Bark nos jogos e revistas.

### Chaotix
Chaotix é um grupo de personagens que apareceu pela primeira vez como os protagonistas de Knuckles' Chaotix. A IGN descreve-os como "encantadores" e notou que eles foram adicionados a série antes que os fãs ficassem cansados dos outros personagens. Eles foram incorporados a Sonic Heroes como parte de uma ação para reintroduzir personagens pouco usados e também porque a equipe de desenvolvimento considerou eles únicos em suas ações, personalidades e metas.

#### Charmy Bee
Charmy Bee é uma abelha que é a "criança divertida e desmiolada" do Chaotix. Ele é alegre, curioso, brincalhão, descuidado, muito energético e que, muitas vezes, fala sobre coisas que ninguém mais se importa. Ele nunca está sem seu capacete e seu colete, que são suas marcas registradas. Apesar de ser uma pessoa inocente, alegre e de boa índole, ele usa seu ferrão em raras ocasiões em que fica muito bravo. E um membro bastante útil para os Chaotix devido as suas habilidades de rastreamento e poderes de manipulação de flores. Também e forte fisicamente para carregar personagens pesados como Victor

#### Espio the Chameleon
Espio, o Camaleão é um camaleão antropomórfico que é um experiente ninja. Ele é descrito como o "número um em opiniões" do Chaotix, sendo também o mais calmo do grupo. Ele tem uma "disciplina militar" e é quieto e tranquilo. Confiante em suas habilidades, ele se preocupa com o perigo e muitas vezes anseia por enfrentá-lo, a fim de usar suas habilidades ninja. Devido aos seus treinos exaustivos em ninjutsu e sua habilidade de ser tornar invisível, ele é capaz de se mover sem ser notado. No entanto, até mesmo um espirro pode fazer com que ele acidentalmente se torne visível. Seus grandes chifres e sua longa calda e, junto com sua habilidade de correr nos tetos e nas paredes, são suas marcas registradas. Assim como os camaleões, espio pode utilizar a língua para capturar objetos e atacar os inimigos.
Sua primeira aparição foi em Knuckles' Chaotix. No jogo, suas cores mudam subitamente enquanto se move para demonstrar as capacidades técnicas do console Sega 32X. Mais tarde, Espio foi incluído no jogo Sonic Rivals 2 para, segundo o designer Takashi Iizuka, "completar nosso elenco de personagens" e, pois o mesmo aprecia seu Chroma-Cammo, uma habilidade que lhe permite tornar-se invisível temporariamente enquanto aumenta sua velocidade, porém não e tão rápido quanto o Sonic.

#### Mighty the Armadillo
Mighty the Armadillo (マイティー・ザ・アルマジロ, Maitī Za Arumajiro) é um tatu vermelho e preto que apareceu pela primeira vez em SegaSonic the Hedgehog. O personagem é descrito como um aventureiro que ama a natureza e deseja conhecer todos os lugares. Ele odeia ver fraqueza nos outros e detesta violência. Mighty prefere ser gentil, mas é capaz de passar por uma mudança drástica quando necessário. Como um tatu bola, tem habilidades de protegesse de ataques através de sua casca e cavar buracos. Ele volta a aparecer em Knuckles' Chaotix mas nunca fez parte do grupo. E só após mais de 20 anos, Mighty voltou em Sonic Mania Plus como personagem jogável. Ele e o melhor amigo de Ray o esquilo voador, que também já acompanhou em várias aventuras.

#### Vector the Crocodile
Vector, o Crocodilo é o "chefão" e o cérebro da Agência de Detetive Chaotix. Devido a ser "mandão" e "temperamental", seu discurso áspero e sua aparência escondem seu raciocínio claro e capacidade de resolver os casos. Ele é obcecado por dinheiro e aceita quase todo o tipo de trabalho que ofereça um bom salário, desde que seja algo legal dentro da lei e não envolva fazer nada imoral. Vector tem um forte senso de justiça e de bondade, apesar de sua argumentatividade. Devido à sua natureza caridosa, muitas vezes ele faz trabalhos não remunerados, deixando a agência constantemente com pouco dinheiro. Sua marca registrada são seus fones de ouvido. Ele é forte fisicamente e pode facilmente esmagar os inimigos com seus dentes afiados e além disso, ele pode produzir ondas ultrassônicas com a voz, que ele pode transformar em uma força monstruosa para atacar os inimigos ou utilizar a boca para lança fogo. Assim como os crocodilos, o Vector também tem grandes habilidades para natação.
Vector originalmente iria aparecer na "Sonic Band" do primeiro jogo da série, no entanto tanto ele, quanto a banda foram retidas do jogo antes de seu lançamento.

### Big the Cat

Big the Cat

Big, o Gato é um grande gato roxo com olhos amarelos e orelhas compridas que pareceu pela primeira vez em Sonic Adventure. Ele é descontraído e calmo, o que se reflete em seu discurso. Forte, porém gentil e um pouco devagar, ele normalmente vive na floresta com seu amigo Froggy (カエルくん, Kaeru-kun). Big adora pescar e nunca está sem sua vara e sua isca favoritas. Ele possui uma superforça acima da média, embora não seja tão forte quanto Knuckles. Sua vara de pescar é capaz de realizar diversos truques. E tem uma resistência absurda que faz ser imune a maioria dos ataques.Seu amigo, o sapo Froggy, pode aumentar o próprio tamanho, assim como o de outros personagens e objetos, além de manipular o clima.

### Chaos
Chaos é um Chao modificado pelas Esmeraldas do Caos que em sua primeira aparição, no jogo Sonic Adventure, atua como um guardião para sua espécie, protege a Esmeralda Mestre e fornece água limpa em torno de seu altar. Ele retorna na sua forma perfeita em Sonic Generations como um chefe onde ele ganhou um novo visual com dentes verdes e uma pele reptiliana azul escura. Esta deveria ser sua aparência original, mas a tecnologia do Dreamcast na época fez com que isso fosse impossível.

### Shadow the Hedgehog
Shadow, o Ouriço é um anti-herói da série Sonic. Shadow é o terceiro ouriço a integrar o universo de Sonic the Hedgehog, foi criado por Gerald Robotnik, avô do vilão principal da série, Dr. Eggman, há 50 anos. Shadow se diz a "forma de vida suprema".

### Rouge the Bat

Rouge the Bat

Rouge the Bat é um morcego antropomórfica branca de 18 anos que fez sua primeira aparição em Sonic Adventure 2 em 2001, fazendo aparições em diversos jogos subsequentes. Ela é retratada como uma caçadora de tesouros profissional dedicada à busca de joias, chamando a si mesma de "a maior caçadora de tesouros do mundo" e também como uma anti heroína. Ela tem uma tendência a ignorar a moralidade abstrata ou as maneiras de obter lucro potencial; seu "encanto feminino" a faz parecer descuidada, mas ela é realmente atrevida, destemida, ardilosa e inteligente. Além disso, ela serve como espiã para o governo dos seres humanos. Rouge é uma espiã ideal, capaz de ser astuta, manipuladora, enganosa, estratégica, observadora e discreta. Porém, a personagem tem um lado compassível, pois e disposta a ouvir alguém em vez de se apressar em violência e não hesitará em proteger o mundo quando a situação exigir. Rouge também tem um senso de humor, que muitas vezes à custa de provocar seus amigos, e uma natureza desarmadora de flerte. Ela luta com chutes, especialmente sua assinatura "Screw Kick", e pode voar com as asas. Como os morcegos da vida real, Rouge tem um excelente senso de audição, o suficiente para deixá-la ouvir até mesmo Espio, que é um mestre da furtividade e da invisibilidade, quando está perto dela. Rouge é capaz de emitir ecolocalização, uma habilidade inerente aos morcegos, ideal para atacar, rastrear e localizar objetos e pessoas. Ela e experiente em armamento e também é hábil na utilização de vários tipos de bombas para combate e demolição; ela pode lançar chuvas de bombas em inimigos ou atirar em inimigos com bombas com precisão pontiaguda. Seu oposto, primeiro rival é o equidna Knuckles the Echidna.

### Cream the Rabbit
Uma pequena coelha. Ela tem 6 anos. Cream é a melhor amiga de Amy. Apareceu pela primeira vez em Sonic Advance 2. A coelha é uma das personagens mais educadas de todas, sempre tratando todos com muita formalidade e honestidade. Ela sempre tenta manter pensamentos positivos para si própria e seus amigos sendo bastante amigável com todos, é descrita como uma personagem bastante alegre, otimista, meiga, singela, generosa e compassiva. Porém sua curiosidade e impulsividade pode a levar em apuros as vezes. E quando desafiado com dificuldades intensas, o otimismo e alegria de Cream pode facilmente desaparece. Apesar de lutar para o lado do bem, Cream não gosta muito de violência e prefere levar uma vida pacífica cuidando daqueles que pode, porém em certas situações pode entrar em lutas e aventuras. Ela pode balançar suas longas orelhas de abano para criar impulso para cima e voar. No entanto, ela não pode voar tão velozmente e se cansa no processo e bastante forte fisicamente podendo carregar personagens pesados como o big. Cream consegue falar e entender os Chao de todos os tipos, mas também treiná-los para obedecerem suas ordens e dar novas habilidades para eles, um grande exemplo disso é seu pet Cheese que é bem treinado por ela e muito útil em diversos casos que também tem uma curiosa habilidade de se transforma nos personagens em versões cômicas. Um fato muito interessante é que, com sua positividade, ela pode curar a si mesma e as pessoas ao seu redor.

### Blaze The Cat

Blaze the Cat

Uma princesa de um mundo alternativo que tem 14 anos. Ela é rápida e possui a capacidade de controlar o fogo (Blaze em inglês quer dizer chama).
Blaze The Cat tem sua primeira aparição em Sonic Rush e agora em Sonic the Hedgehog 2006 como amiga de Silver, que tenta mudar o futuro junto dela vencendo Iblis Trigger de uma vez para trazer paz.
Quando ela foi até a dimensão de Sonic não ficou muito amistosa com ninguém, até conhecer Cream, daí em diante elas se tornaram amigas.
No jogo Sonic the Hedgehog 2006, Blaze se sacrificou para trazer a paz no futuro, indo para outra dimensão com Chamas do Desastre, mas os eventos do game foram apagados após Sonic destruir Solaris fazendo com que Blaze continue viva, mas ela não fica com Silver no final do game. Porém em outros jogos futuros os dois aparecem sempre juntos, o que indica que se encontram já que ambos podem viajar pelo tempo. ela também em Sonic Rush e a protetora das Esmeraldas do Sol. Blaze é uma garota muito focada, séria, introvertida e tímida, ela gosta muito de ficar sozinha e confia dificilmente nas pessoas. A gata se acha muito autos suficiente e carrega altas responsabilidades por si só, por ser auto confiante ela não aceita a ajuda de outras pessoas. Após Sonic ensiná-la sobre a amizade, no entanto, ela passou a ser mais comunicativa, amável, gentil e generosa com as pessoas. Blaze é muito responsável e não perdoa aqueles que tentarem atacar seu reino.

### Eggman Nega
É o descendente de Eggman. É mais cruel, inteligente e lerdo que o Eggman normal. É o principal inimigo de Blaze e de Silver. Sua primeira aparição foi no jogo Sonic Rush para DS. Ele é o criador de Metal Sonic 3.0 uma versão de Metal Sonic do futuro que foi feita para derrotar o Metal Sonic de Eggman. Seu QI é de 600.

### Silver the Hedgehog
Um ouriço prateado que estreou em Sonic the Hedgehog (2006). Tem 14 anos. Apesar de possuir uma velocidade bem grande, Silver não corre tanto quanto Sonic e Shadow. Os fãs especulam que, do mesmo modo que Eggman Nega é um descendente de Eggman, Silver poderia ser descendente distante de Sonic ou de Shadow. É bastante inteligente, extrovertido e sarcástico, porém possui o péssimo costume de tirar conclusões precipitadas, o que acabou lhe dando uma fama de azarado entre os amigos de Sonic, porém Silver é bastante ingênuo, inseguro e impulsivo, o que o faz agir compulsivamente e sem pensar várias vezes. Ele sempre faz tudo que pode para conseguir conquistar seus objetivos, no entanto, ele é meio pessimista e nem sempre admite o lado bom da situação. Normalmente, ele é meio sério, mas também consegue sorrir. Se considera melhor do que Sonic em termos de personalidade, por ser mais responsável e maduro do que o ouriço azul, mas aparenta mostrar respeito a ele como um herói.
Silver tem poderes psicocinéticos, podendo controlar praticamente tudo a sua volta, além de usá-los em si mesmo para voar. Ao usar estes poderes Silver é envolto por uma aura turquesa incandescente. Ele também pode atirar pelos círculos que há em suas mãos, esses tiros podem perfurar quase tudo. E também já demostrou poderes telepático. Também tem como parceira Blaze the Cat, por quem nutre uma paixão.
Silver the Hedgehog também aparece nos jogos Sonic and the Black Knight, Sonic Rivals e Sonic Rivals 2 para PSP, mas também é jogável no jogo Sonic Riders: Zero Gravity. No primeiro ele vem atrás de Eggman Nega que tem uma máquina fotográfica que transforma o que fotografa em cartas. No Sonic Rivals 2, Silver encontra-se e conhece pela primeira vez Espio the Chamelleon. Estes formam uma equipe e decidem encontrar os chaos, para os proteger de Eggman Nega que os quer dar como comida ao Ifrit (last boss de Sonic Rivals 2). No final da história são encontrados os chaos por detrás de uma parede no castelo assombrado.

### E-123 Omega
O último robô da Série E-100 de Eggman. Omega foi abandonado junto com Shadow numa sala de seu criador e quer vingar-se dele. Um dos robôs da Série E de Dr. Eggman que o traiu e agora esta do lado do bem. Ele tem a habilidade de soltar tiros pelos dedos como uma metralhadora e também pode voar. É muito forte, porém pouco rápido. Ele aparece nos jogos Sonic Heroes, Sonic The Hedgehog (2006), Shadow the Hedgehog e Sonic Chronicles: The Dark Brotherhood.

### Maria Robotnik
É a falecida prima de Eggman, que sacrificou-se para salvar Shadow dos GUN Commander. Maria era como uma irmã para Shadow. O trabalho de seu avô para criar a forma de vida perfeita era para que um dia Maria voltasse a ter uma vida normal na Terra, pois tinha um problema de não poder respirar o ar terrestre (de acordo com Sonic X). O Projeto Shadow continuou firme com a ajuda de Black Doom e assim nasceu Shadow The Hedgehog. Com o passar do tempo Maria se tornou uma grande amiga para Shadow, sendo quase irmãos. Porém o Projeto Shadow tinha sido cancelado havia muito tempo e continuado em segredo total. Quando a notícia vazou para a Terra, a Colônia Espacial A.R.K. foi invadida. Seu avô Gerald Robotnik foi preso e muitos foram mortos, sobrando apenas Maria e Shadow. Eles fugiram para a cabine de capsulas para tentarem fugir, mas Maria não conseguiu ir junto pois havia levado um tiro de um dos agentes da G.U.N.. Com o resto de suas forças, ela enviou a capsula de Shadow para a Terra, dando antes suas últimas palavras a seu querido amigo enquanto morria. Depois de ter sido despertado por Eggman, Shadow busca vingança pela morte de Maria, nem que toda a vida na Terra tenha que ser sacrificada para isso acontecer.

### Babylon Rogues
Babylon Rogues são um grupo de trapaceiros da série Sonic the Hedgehog. Os membros atuais do grupo são Jet the Hawk, Storm the Albatross e Wave the Swallow. Eles aparecem como personagens jogáveis apenas nos jogos Sonic Riders, Sonic Riders: Zero Gravity e Sonic Free Riders. Eles também fazem pequenas aparições em Sonic Rivals (em cartões colecionáveis) e Sonic and the Secret Rings (na galeria do jogo).

#### Jet the Hawk
Líder do bando Babylon Rogues e mestre em Extreme Gear Speed Type, Jet é muito orgulhoso e faz de tudo para ganhar uma corrida. Tem um grande instinto de liderança e é muito temperamental. Faz de tudo para cumprir seu objetivo e, como todo bom ladrão, sempre está atrás de recompensas. Possui uma rivalidade intensa com Sonic, uma vez que ele se considera tão rápido no ar quanto Sonic é no solo.
Jet apareceu como personagem jogável em todos os jogos da série Sonic Riders, além de fazer uma pequena aparição em Sonic and the Black Knight, em missões no modo multiplayer e também em Sonic Forces.

#### Storm the Albatross
Integrante do bando Babylon Rogue, é o "peso pesado" do time. Apesar de desprovido de inteligência, Storm possui fonte de força física. Age de forma imprudente e costuma demorar a realizar suas missões, o que deixa Jet muito irritado. Quando se trata de rivalidade, Storm sempre está pronto para encarar qualquer um, especialmente Knuckles, seu maior rival.

#### Wave the Swallow
Mecânica dos Babylon Rogues, é Wave a responsável pela criação das Extreme Gears de Jet e Storm, além da sua própria. Por ser muito inteligente, Wave é muito confiante e quando não concordam com sua opinião, ela se sente rejeitada.
Wave classifica Jet como um "irmão mais novo nada confiável", mas apesar disso, respeita a liderança dele. Ela também é amiga de Storm, embora os dois entrem em algumas pequenas discussões.
Ela gosta de rir dos outros e passar pessoas para trás. Também costuma ser a mais responsável dos Babylon Rogues, sempre dando sermões para seus amigos. Apesar de gostar de enganar as pessoas, ela odeia ser enganada.

### Sticks The Badger
Ela é um texugo da selva antropomórfica maluca e uma força da natureza em todos os sentidos. Desde a infância, ela foi viver sozinha e florescente no deserto e por isso é novo para os amigos em geral. Ela finalmente formou um forte vínculo com Sonic Team e se juntou a eles como seu wild card em seu curso as batalhas contra Dr. Eggman. A primeira aparição dela foi em Sonic Boom. Em Mario & Sonic at the Rio 2016 Olympic Games Sticks ganhou sua versão moderna.

### Marine The Raccoon
Uma guaxinim de 7 anos de idade que é louca por aventuras e tem uma curiosa habilidade de controlar a água. Sua primeira aparição foi no jogo Sonic Rush Adventure, e tornada a melhor amiga da Blaze. Seu sonho é ser uma grande capitã, e velejar por vários continentes do mundo. Alguns dos lugares por onde ela, Blaze, Sonic, e Tails passaram neste jogo incluem Ocean Cave, Plant Kingdom, e Deep Core.

### Infinite
Um chacal mercenário de 19 anos, que foi apresentado pela primeira vez num evento da Sega, mas oficialmente ele estreou em Sonic Forces.